# Berching
Berching est une ville située dans le Haut-Palatinat, en Bavière (Allemagne).